# 盛岡工業専門学校 (旧制)
| 盛岡工業専門学校 （盛岡工専） | 盛岡工業専門学校 （盛岡工専） |
| ----------------------------- | ----------------------------- |
| 創立                          | 1939年                        |
| 所在地                        | 岩手県盛岡市                  |
| 初代校長                      | 石原富松                      |
| 廃止                          | 1951年                        |
| 後身校                        | 岩手大学工学部                |
| 同窓会                        | 一祐会                        |

盛岡工業専門学校 （もりおかこうぎょうせんもんがっこう） は、1939年 （昭和14年） に創立された官立の旧制専門学校。創立時の名称は 「盛岡高等工業学校」 （略称： 盛岡高工）。

## 概要
- 戦時体制下の技術者拡充を図るため、1939年に増設された官立高等工業学校 7校の一つ （他の 6校は、室蘭、多賀、大阪、新居浜、宇部、久留米）。
- 盛岡高工創立時は、本科 （修業年限3年） に機械科・工作機械科・電気科・採鉱科・冶金科を設置した。
- 第二次世界大戦中の1944年に盛岡工業専門学校と改称された。
- 学制改革で新制岩手大学工学部の母体となった。
- 同窓会は 「岩手大学工学部一祐会」 と称し、旧制・新制合同の会となっている。

## 沿革

### 盛岡高等工業学校時代
- 1939年2月： 盛岡高等工業学校誘致期成同盟会 （会長： 盛岡市長）、文部省に設置陳情書を提出。
- 1939年3月31日： 文部省、高等工業学校増設 7校を発表。盛岡市への設置決定。
- 1939年4月26日： 松尾鉱業社長 中村房次郎、32万円の寄附申し出。
- 1939年5月22日： 文部省直轄諸学校官制改正で盛岡高等工業学校設置 （勅令第336号）。
- 1939年7月： 10日、仮校舎で第1回入学式。11日、授業開始。
  - 本科 （修業年限3年） に機械科・工作機械科・電気科・採鉱科・冶金科を設置。
- 1939年7月24日： 上田校地の整地起工式を挙行。
- 1939年8月： 10日から上田校地の整地作業に従事。
  - 盛岡市民、市内中等学校生徒らも整地作業に従事。
- 1939年10月30日： 校舎着工。
- 1940年6月10日： 上田新校舎にて授業開始 （新入生のみ）。
- 1940年9月14日： 第1回体力訓練徹夜行軍 （区界峠方面）。
  - 以後、1944年まで毎年実施。
- 1940年10月22日： 松戸中央航空機乗員養成所の練習機、物理化学実験棟屋上に墜落。
- 1940年12月7日： 寄宿舎 「同袍寮」 入寮式 （第1学年のみ全寮制）。
- 1941年6月6日： 上田新校舎に正式移転 （文部省告示第691号）。
- 1941年12月26日： 第1回卒業式。
  - 戦時措置による繰上卒業 （1942年から1945年は9月卒業）。
- 1942年9月16日： 同窓会創立 （1953年6月、「一祐会」 と改称）。

### 盛岡工業専門学校時代
- 1944年4月： 盛岡工業専門学校と改称 （3月28日勅令第165号）。
- 1945年8月10日： 空襲により工作機械科教官室・実験室を焼失。
- 1945年9月14日： アメリカ軍により校舎接収。下厨川字長畑の仮校舎に移転。
- 1946年1月4日： 接収中の冶金科実験室・教官室・合併教室を焼失。
- 1946年5月： この年度から工作機械科募集停止。
- 1947年2月27日： アメリカ軍、移駐。
  - 3月22日-28日で仮校舎から上田校地へ移転。
- 1947年7月6日： 食糧事情悪化で同袍寮を一時閉鎖。
- 1948年2月16日： 学生大会、新制岩手総合大学への移行案を可決。決議文を県知事らに交付。
  - 盛岡農専のみは東北大学との合併を推進。県内世論は分裂。
- 1948年6月14日： 盛岡工専生、メチルアルコール中毒で 1名死亡、5名入院。
- 1948年8月26日： 盛岡農専も岩手総合大学案を受け入れ。
- 1949年5月31日： 新制岩手大学発足。
  - 盛岡工専は工学部 （機械工学科・電気工学科・鉱山工学科・金属工学科） の母体として包括された。
- 1951年2月27日： 工専生ら、卒業予餞会で寮内ストーム事件。
  - 翌28日、学芸学部生らの返礼ストームで 1名重傷。3月、学生9名自宅謹慎処分。
- 1951年3月31日： 旧制盛岡工業専門学校、廃止。

## 歴代校長
- 初代： 石原富松 （1939年5月 - 1945年11月24日[1]）
  - 前・東北帝国大学教授。神戸工専校長に転じた。
- 第2代： 安東幸二郎 （1945年11月24日[1] - 1951年3月）
  - 前・桐生工専教授。新制岩手大学工学部 初代学部長

## 校地の変遷と継承
盛岡高工創立当初は、市内仁王第一地割内丸 （現・内丸） にあった盛岡夜間中学校 （現・岩手県立杜陵高等学校） 校舎を仮校舎として使用した。翌1940年に市内上田三六地割字上堰向 （現・上田4丁目） の校舎が竣工し、順次移転した。第二次世界大戦末期の空襲による被害は比較的軽微だったが、敗戦後まもなくアメリカ軍に校地を接収されたため、市内下厨川字長畑 （現・青山） の旧盛岡陸軍偕行社・通信部隊跡 （現・森永乳業盛岡工場の一角） に移転を余儀なくされた。1947年、上田校地の接収が解かれ、下厨川仮校舎から移転した。上田校地は後身の岩手大学工学部に引き継がれ、現在に至っている。

## 著名な出身者
- 青木久（元立川市長）

## 関連書籍
- トリョーコム（編）　『写真帳岩手大学工学部一祐会の40年 : ポプラは風にささやいた』　岩手大学工学部一祐会40年史写真帳監修委員会（監修）、トリョーコム、1979年5月。